# مجلة بيست
مجلة بيست (بالإنجليزية: Paste)‏ هي مجلة أمريكية تهتم بالموسيقى والترفيه الرقمي. صدر العدد الأول منها في 2002 وفي عام 2010 توقفت عن الطباعة واكتفت باصدراها الرقمي. تصدر المجلة كل أسبوع. وهي باللغة الإنجليزية.

## وصلات خارجية
- مجلة بيست على موقع روتن توميتوز (الإنجليزية)
- الموقع الإلكتروني